# Попенко Ірина Костянтинівна
Попенко Ірина Костянтинівна (14 лютого 1953, Вінниця) — українська художниця, графік. Член національної спілки художників України з 1985 року.

## Біографія
Народилась 14 лютого 1953 року у Вінниці. 1973 року закінчила Іванівське державне художнє училище.
1978 року закінчила Московське вище художньо-промислове училище (колишнє Строганівське) за фахом промислова графіка. Педагоги: В Волошко, Борис Рахманінов.
Учасниця обласних,республіканських, всесоюзних та міжнародних конкурсів плакату та графіки.
Зараз працює у галузі плакату, станкової графіки, сучасної видавничої діяльності. Твори зберігаються у Міністерстві культури України та в приватних колекціях.
Також за роки діяльності випустила, та продовжує випускати, студентів по різним напрямкам дизайну, архітектури, живопосу, та ін. Готує майбутніх спеціалістів до вступних екзаменів у вищі навчальні заклади. Своїх студентів навчає у своїй майстерні у Вінниці.

## Основні твори
- плакат “Це твоя земля, сину!” (1982)
- “Владыкой мира будет труд” (1985)
- “Здравствуй, фестиваль” (1985)
- “Пам’ятаємо” (1990)
- “Поет Вселенной Осип Мальдештам” (2005).